# Armadillidium lagrecai
{{Bảng phân loại
| name = Armadillidium lagrecai
| image =
| image caption =
| regnum=Animalia
| familia = Armadillidiidae
| classis=Malacostraca
| ordo=Isopoda
| genus = Armadillidium
| species = A. lagrecai
| binomial = Armadillidium lagrecai
| binomial_authority = Vandel, 1969 
| species = A. lagrecai là một loài chân đều trong họ Armadillidiidae. Loài này được Vandel miêu tả khoa học năm 1969.